# إرنست كريبز
إرنست كريبز هو مصارع رياضي سويسري، (و. 1914 – 1997 م).

## وصلات خارجية
- إرنست كريبز على موقع قاعدة بيانات المصارعة الدولية (الإنجليزية)
- إرنست كريبز على موقع أوليمبيديا (الإنجليزية)